# Polygrammodes herminealis
Polygrammodes herminealis là một loài bướm đêm trong họ Crambidae.